# Terhornstersluis
De  Terhornstersluis (Fries: Slûs Terherne) is een sluis in het Prinses Margrietkanaal bij Terhorne in de provincie Friesland. 
De sluis met een lengte van 260 meter en een breedte van 16 meter werd op 1 februari 1951 in gebruik genomen. De sluis verving een oude sluis met een breedte van zeven meter op de gemeentelijke driesprong van Idaarderadeel, Utingeradeel en Rauwerderhem. In 2012 werd de sluis door Wetterskip Fryslân overgedragen aan Rijkswaterstaat.
De normaal openstaande sluis ligt tussen het Sneekermeer en het Terhornstermeer en sluit bij hoge waterstand in combinatie met zuidwestelijke wind. Het heeft geen functie van schutsluis meer. De sluis is buiten gebruik gesteld. De sluisdeuren worden verwijderd. Het sluizencomplex is niet publiek toegankelijk.

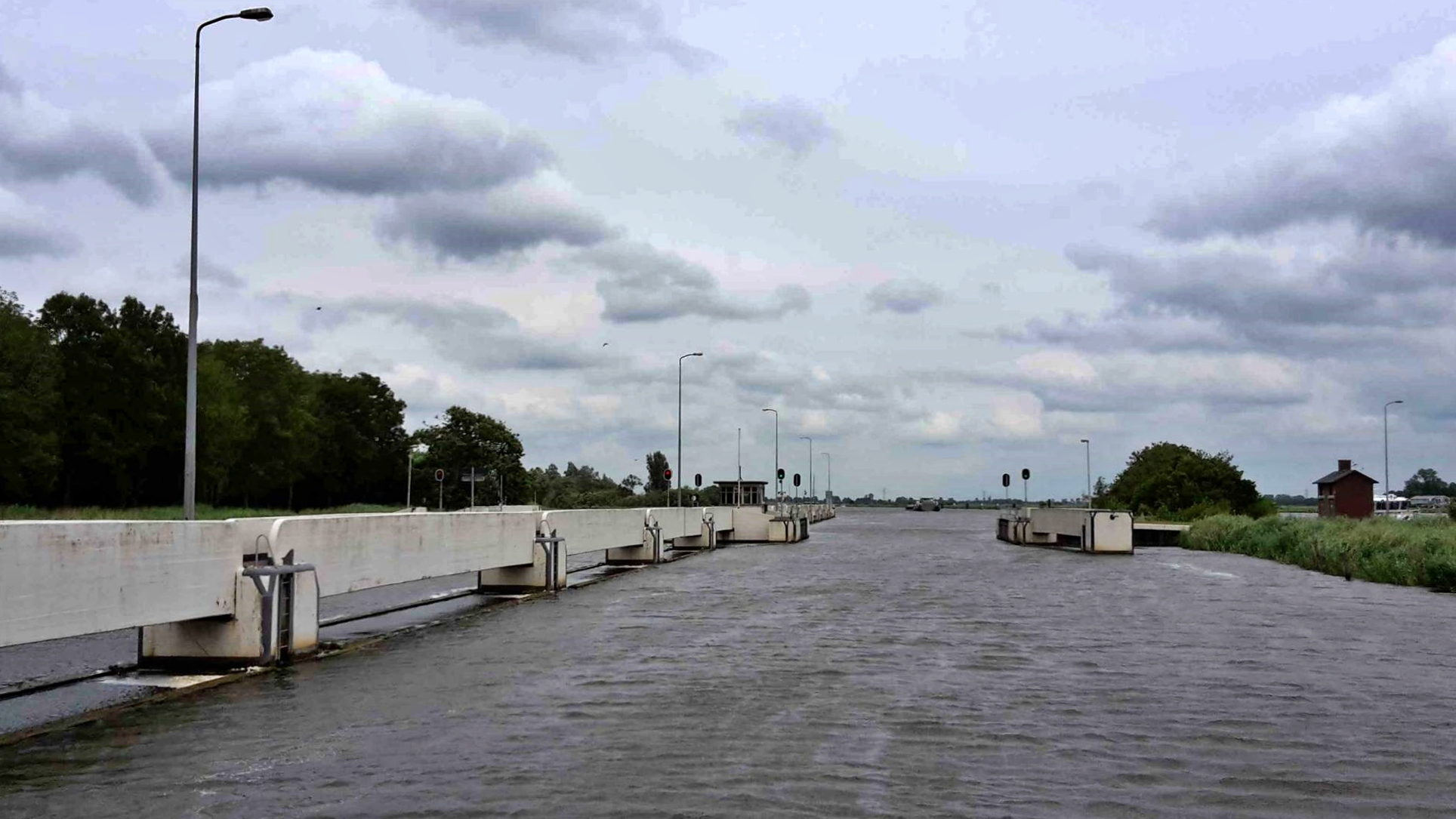
De sluis in 2020
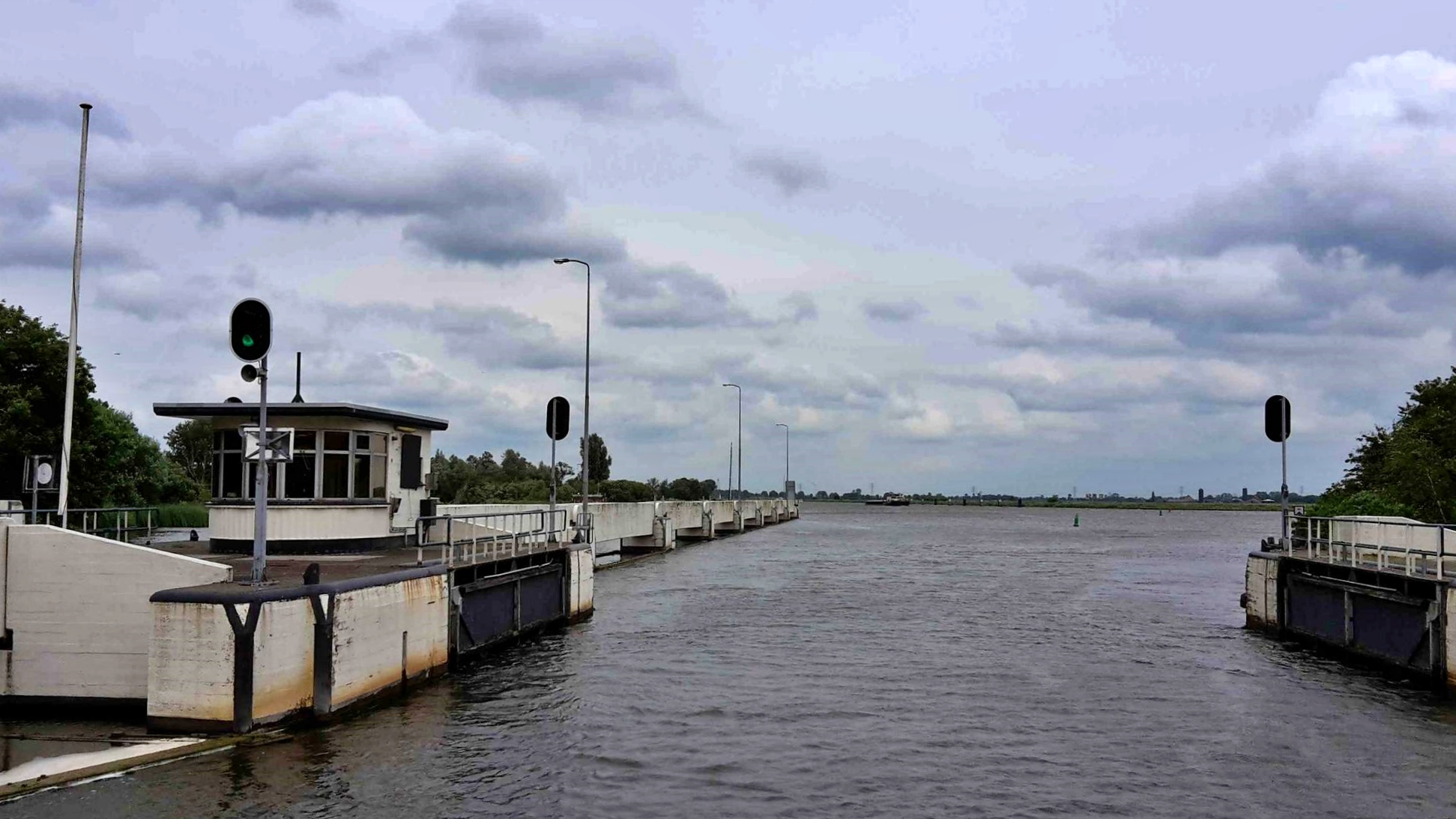
Sluis oostzijde, bij Terhornstermeer